# Коллективная улица (Казань)
Коллективная улица (тат. Коллектив урамы, Kollektif uramı) — небольшая внутриквартальная улица в Ново-Савиновском районе Казани.

## География
Находится внутри квартала № 36 бывшего Ленинского района; начинаясь от проспекта Ибрагимова, заканчивается пересечением с улицей Восстания.

## История

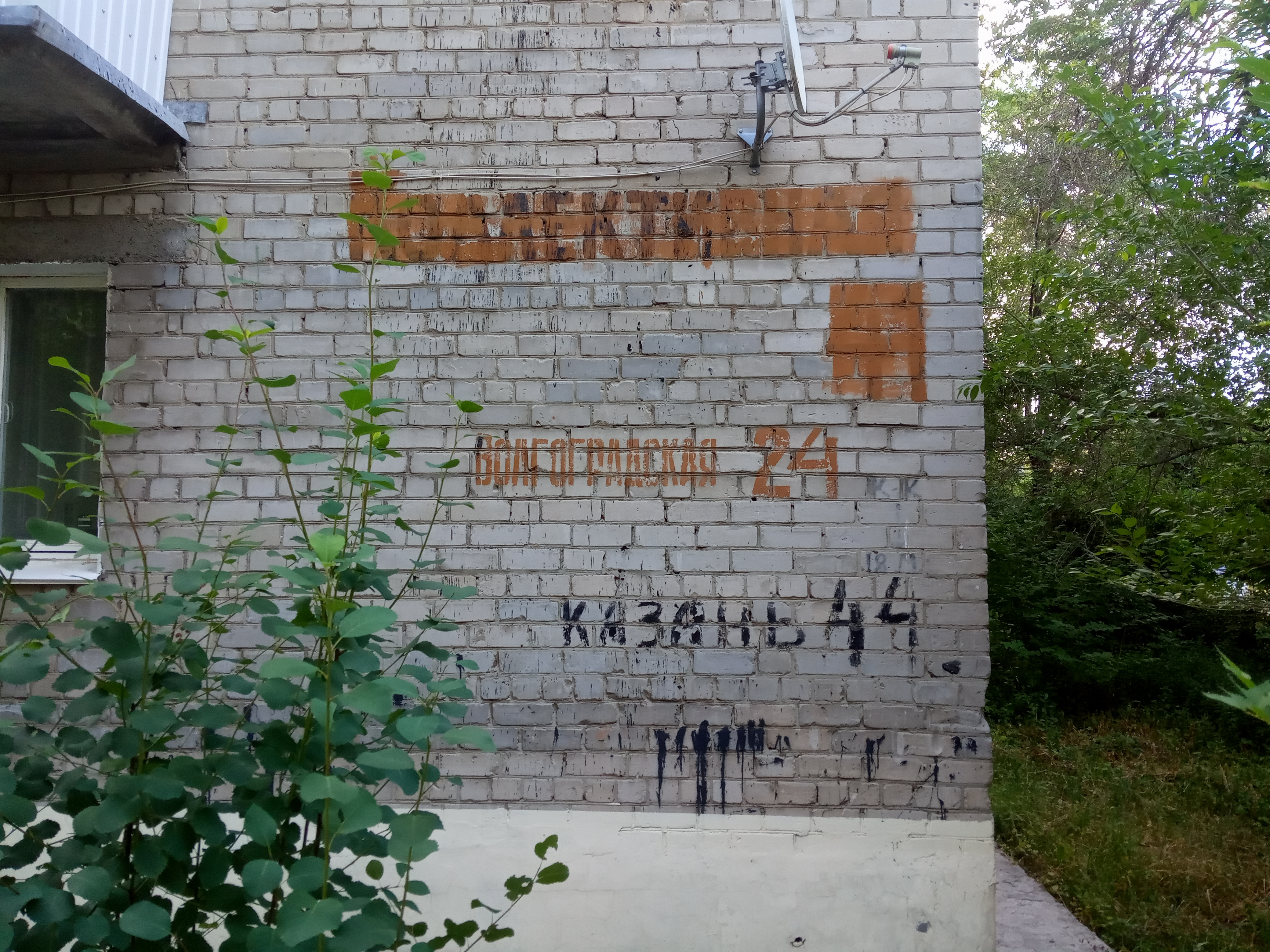
Некоторые дома Волгоградской улицы ранее имели адресацию по Коллективной улице

Существовала с 1930-е годов как часть жилого посёлка, возникшего на окраине бывшей Ивановской стройки (слободы Восстания) под именем улица Без названия; современное имя было присвоено не позднее 1939 года, на тот момент улица имела несколько домовладений, все частновладельческие: № 2, 4, 6/29 по чётной стороне и № 5-9/33, 13, 15.
В конце 1940-х — начале 1950-х годов в начале улицы были построены малоэтажные сталинки, а в 1960-е годы на её части восточнее проспекта Ибрагимова были построены хрущёвки (часть из них — ведомственные или кооперативные). В середине 1970-х годов частная застройка между улицей Фурманова и проспектом Ибрагимова была снесена под постройку жилых домов управления строительства «Теплоэнергострой-2», которые разделили улице надвое; после их постройки домам, находившимся западнее проспекта Ибрагимова, была присвоена нумерация по Волгоградской улице, и Коллективная улица стала внутриквартальной. По состоянию на 1973 года на улице имелись дома № 1-9 (частные), 25-43 по нечётной стороне и № 2, 4 (частный) по чётной стороне.
Административно относилась к состав Ленинскому (до 1973), Московскому и Ленинскому районам (1973—197?), Ленинскому (197?-1994) и Ново-Савиновскому (с 1994) районам.

## Объекты
- № 2/1 (ныне: Волгоградская, 14), 25, 31 — жилые дома треста «Казаньхимстрой»[тат.][16].
- № 25а — детский сад № 165 «Берёзка» (бывшей ведомственный треста «Казаньхимстрой»)[17].
- № 31а —детский сад № 203 (бывший ведомственный Казанского СМУ термоизделий)[17].
- № 33а — детский сад № 203 (филиал, бывший детский сад № 310 «Василёк» стройтреста № 1[тат.])[18][17].
- № 41 (ныне: Волгоградская, 24) — жилой дом химзавода имени Куйбышева[19].
- № 41а (ныне: Волгоградская, 26) — школа № 91.
- № 43 (ныне: Волгоградская, 22) — жилой дом треста «Гидроспецстрой»[тат.][20].

## Транспорт
Общественный транспорт по улице не ходит. Ближайшие остановки общественного транспорта — «Коллективная» (автобус, троллейбус) на проспекте Ибрагимова. Ближайшая станция метро — «Яшьлек».

## Известные жители
В разное время на улице проживали Герой Социалистического Труда Абрар Бурганов (№ 35), писатели Газиз Мухаметшин (№ 39) и Маннур Саттар (№ 35).